# ウィニング・パス
ウィニング・パスは2004年日本で公開された映画作品。松山ケンイチの映画初主演作品。

## あらすじ
高校生の健太はある晩、バイクを走らせていて事故を起こしてしまう。一命はとりとめたものの、脊髄損傷のため半身不随になってしまう。自分の状況が受け入れられず、親友や恋人も拒絶。死まで考える健太。しかし家族の愛情や友人に支えられ、やがて健太は退院し社会復帰を果たすが、そこにも問題がヤマ積みだった。そんな中、入院中に出会った男性に車椅子バスケットボールのチームに誘われる。健太は次第にその魅力に取りつかれ猛練習を始めるのだった。

## 実在のモデル
主人公の小林健太のモデルとなったのは、車椅子バスケットボール選手の神村浩平氏。神村氏は主人公の健太と同様に、高校生の時にバイク事故で脊髄損傷により車椅子生活となった。その後東京都内の車椅子バスケットボールチーム「ノーエクスキューズ」に所属、アメリカへの車椅子バスケ留学を経て、現在は社会起業家として活動している。

## キャスト
- 松山ケンイチ （小林健太）
- 堀北真希（小林舞／主人公の妹）
- 角替和枝（小林智子／主人公の母親）
- 矢崎滋（小林正／主人公の父親）
- 佐藤めぐみ （太田香織／主人公の恋人）
- 若葉要 ワカバカナメ（松谷の妻）
- 三浦誠己 （佐藤誠／車イスバスケットボールチームメンバー）
- 夏原遼（白石裕一／主人公のリハビリ担当医師）
- ベンガル（坂田一郎／主人公の友人）
- 寺島進（バスケ部監督）
- 石井めぐみ （水越真由美／主人公が通う学校の担任教師）
- 柄本明（うどん屋店主）
- 加藤剛（林医師／主人公の担当医師）

## 主なスタッフ
- 監督：中田新一
- エグゼクティブ・プロデューサー：中橋真紀人
- プロデューサー：佐々木文夫、中田新一
- 音楽：千住明
- 主題歌：高橋洋子「僕はひとりじゃない」（作詞：鮎川めぐみ、作編曲：千住明）
- 脚本：矢城潤一、原田哲平
- 製作：「ウィニング・パス」製作委員会（イメージ・サテライト、サクセスロード）
- 配給：九州シネママルチ

## ロケ地
- 九州労災病院
- 社会福祉法人　太陽の家
- 福岡県立戸畑高等学校
- 医療法人社団　豊和会　豊前病院